# Глаурунг
Глаурунг Златния е дракон от фантастичния свят, описан от Джон Роналд Руел Толкин. Той е наричан също Бащата на драконите и Великия червей.
 Внимание:  Текстът по-долу разкрива сюжета на произведението (или части от него)!
Глаурунг е първият и най-могъщ от сухоземните огнедишащи дракони. За първи път той е описан от Толкин при излизането си от Ангбанд през 265 г. от Първата епоха на Средната земя. Тогава Глаурунг е все още млад и не е достигнал пълната си сила, затова Финдорн и Нолдорите успяват да го отблъснат и той се връща в крепостта.
По време на големите битки Дагор Браголах и Нирнает Арноедиад Моргот поставя дракона Глаурунг начело на своята армия и огнедишащият звяр унищожава цели армии от враговете на Мрачния владетел. По време на Нирнает Арноедиад джуджетата успяват да отблъснат Глаурунг обратно в крепостта Ангбанд, но понасят големи поражения. По време на боя с чудовището умира и владетеля на джуджетата Азагал.
Глаурунг води войската на Моргот и в битката срещу Нарготронд, където се среща с Турин. След това дракона прекарва известно време далеч от битки, но омразата му към Турин го кара отново да го потърси. В Бретилския лес Турин успява да убие Глаурунг.